# 五月の青春
『五月の青春』（ごがつのせいしゅん、朝: 오월의청춘）は2021年5月3日から2021年6月8日までKBS2で放送されていた大韓民国のテレビドラマである。日本では、11月12日より衛星劇場で放送。

## 概要
1980年に発生した光州事件を背景に、学生たちの青春を描くラブストーリー。

## 出演

### 主要人物
ファン・ヒテ：イ・ドヒョン
- 医学生。父（母の再婚相手）は光州で情報局の中心人物。弟がミョンヒの弟と一緒に陸上大会の郡代表合宿に参加している。21世紀にはソウルで医師として病院勤務。

キム・ミョンヒ：コ・ミンシ
- 看護師。父はかつて人民軍にかかわっていたが転向して郷里でひっそりと暮らしている。弟が郡代表に選ばれ、光州での合宿に参加している。ドイツへの留学を希望している。スリョンのお見合いの替え玉となることからヒテと出会う。

イ・スチャン：イ・サンイ
- 光州で父とともに製薬会社を経営する。妹の同級生だったミョンヒにひそかな思いを寄せていたが、身をひいた。

イ・スリョン：クム・セロク
- ミョンヒの高校時代の同級生。大学に通い、民主化運動にかかわる。21世紀では労働問題を主に扱う弁護士になっている。

## 視聴率
| Ep         | 部         | 放送日        | 平均視聴者シェア（全国） | 平均視聴者シェア（全国） |
| Ep         | 部         | 放送日        | ニールセンコリア         | TNmS                     |
| ---------- | ---------- | ------------- | ------------------------ | ------------------------ |
| 1          | 1          | 2021年5月3日  | 4.4％（NR）              | 4.8％                    |
| 1          | 2          | 2021年5月3日  | 4.9％（NR）              | 5.7％                    |
| 2          | 1          | 2021年5月4日  | 3.7％（NR）              | 該当なし                 |
| 2          | 2          | 2021年5月4日  | 4.7％                    | 5.5％                    |
| 3          | 1          | 2021年5月10日 | 4.0％（NR）              | 該当なし                 |
| 3          | 2          | 2021年5月10日 | 5.1％（NR）              | 5.3％                    |
| 4          | 1          | 2021年5月11日 | 3.2％ （NR）             | 該当なし                 |
| 4          | 2          | 2021年5月11日 | 4.4％（NR）              | 5.2％                    |
| 5          | 1          | 2021年5月17日 | 3.8％（NR）              | 該当なし                 |
| 5          | 2          | 2021年5月17日 | 4.6％（NR）              | 5.4％                    |
| 6          | 1          | 2021年5月18日 | 4.0％（NR）              | 該当なし                 |
| 6          | 2          | 2021年5月18日 | 5.2％                    | 4.8％                    |
| 7          | 1          | 2021年5月24日 | 4.2％（NR）              | 該当なし                 |
| 7          | 2          | 2021年5月24日 | 5.0％（NR）              | 5.2％                    |
| 8          | 1          | 2021年5月25日 | 4.3％（NR）              | 該当なし                 |
| 8          | 2          | 2021年5月25日 | 5.7％                    | 5.6％                    |
| 9          | 1          | 2021年5月31日 | 4.0％（NR）              | 該当なし                 |
| 9          | 2          | 2021年5月31日 | 4.9％（NR）              | 4.9％                    |
| 10         | 1          | 2021年6月1日  | 4.4％（NR）              | 該当なし                 |
| 10         | 2          | 2021年6月1日  | 5.6％                    | 5.0％                    |
| 11         | 1          | 2021年6月7日  | 4.5％（NR）              | 該当なし                 |
| 11         | 2          | 2021年6月7日  | 5.3％                    | 5.0％                    |
| 12         | 1          | 2021年6月8日  | 4.6％（NR）              | 該当なし                 |
| 12         | 2          | 2021年6月8日  | 5.6％                    | 6.1％                    |
| 平均視聴率 | 平均視聴率 | 平均視聴率    | 4.3％                    | 5.2％                    |